# Cries of the Past
Cries of the Past è il secondo album degli Underoath, pubblicato nel 1999 dalla Takehold Records.
Solo 3 000 copie dell'album sono stati vendute, ed è attualmente fuori stampa. L'album è l'ultimo col chitarrista Cory Steger, ed è il primo ad introdurre Christopher Dudley come tastierista della band.

## Contenuto e stile musicale
La seconda e terza canzone sono fuori dalla lista, con "Giving Up Hurts the Most", come l'attuale seconda. La canzone "And I Dreamt of You" è la più lunga canzone registrata dagli Underoath, di 11 minuti e 24 secondi.
L'album acquisisce un suono simile a Act of Depression, caratteristiche comunque comprende anche tracce di black metal.

## Tracce
1. The Last  – 7:42
2. Giving Up Hurts the Most  – 7:47
3. Walking Away  – 7:36
4. And I Dreamt of You  – 11:24
5. Cries of the Past  – 8:23

## Formazione
- Dallas Taylor - voce
- Aaron Gillespie - batteria, voce
- Corey Steger - chitarra
- Octavio Fernandez - chitarra
- Christopher Dudley – tastiere
- Matt Clark - basso